# Ekkehard Schall (Film)
Ekkehard Schall ursprünglich Die Probe ist ein Dokumentarfilm der Hochschule für Filmkunst von Ahmed Romhi aus dem Jahr 1965.

## Handlung
Der Film beginnt mit einem Blick auf den Hof des Theaters am Schiffbauerdamm, der Heimat des Berliner Ensembles. Helene Weigel entsteigt ihrem Auto und scherzt mit der Kamera. Nacheinander treffen auch mehrere Schauspieler, so Angelica Domröse, Hilmar Thate, Martin Flörchinger, Wolf Kaiser und auch Ekkehard Schall ein. Die Stimmung ist locker und gelöst, während Bühnenarbeiter mit dem Transport mehrerer Kulissenteile beschäftigt sind.
Die nächsten Aufnahmen zeigen Ekkehard Schall während einer Aufführung des Stückes von Bertolt Brecht Der aufhaltsame Aufstieg des Arturo Ui. In dieser Szene wird gezeigt, wie Arturo Ui mit Hilfe eines Provinzschauspielers versucht, das Sprechen vor mehreren Zuschauern zu erlernen.
Nun geht es um die Proben zu der von Bertolt Brecht bearbeiteten Tragödie William Shakespeares Coriolan unter der Regie von Manfred Wekwerth und Joachim Tenschert, die über einen längeren Zeitraum beobachtet werden. Man sieht Ausschnitte aus den verschiedenen Phasen der Proben, ob es um die Abstimmung der Kampfszenen mit der Musik, um verschiedene Stellpunkte auf der Bühne, um Einsätze oder selbst um die Gestaltung der Kostüme geht. Außer den bereits auf dem Hof des Theaters gezeigten Schauspielern, sind auf der Bühne auch Stefan Lisewski, Willi Schwabe, Alfred Müller, Bruno Carstens, Heinz-Dieter Knaup, Ernst-Georg Schwill und viele Andere zu sehen. Zum Abschluss werden Ausschnitte einer Vorstellung mit Zuschauern gezeigt und der Film endet mit dem Gang Hilmar Thates und Ekkehard Schalls in ihre gemeinsame Garderobe, wo wir ihnen beim Abschminken und Umkleiden zusehen.

## Produktion und Veröffentlichung
Ekkehard Schall ist die Diplomarbeit des Jordaniers Ahmed Romhi an der Hochschule für Filmkunst in Potsdam über den Schauspieler Ekkehard Schall und das Berliner Ensemble. Die ersten nachweisbaren Vorführungen des Schwarzweißfilms fanden am 2. Februar 1965 in Kreiskulturhaus Berlin-Pankow und im Februar 1965 während der Westdeutschen Kurzfilmtage in Oberhausen unter dem Filmtitel Die Probe statt. Die erste Ausstrahlung im Deutschen Fernsehfunk erfolgte am 10. Februar 1966.